# Знайомтесь із Сантами
Знайомтесь із Сантами (англ. Meet the Santas) — американська телевізійна комедія 2005 року зі Стівом Гуттенбергом і Крістал Бернард у головних ролях. Прем'єра відбулася на каналі Hallmark у 2005 році. Це продовження фільму «Самотній Санта шукає місіс Клаус» 2004 року. Починаючи з 2010 року, його показують у програмному блоці «25 днів Різдва» на телеканалі ABC Family.

## Сюжет
Спадкоємець Санта Клауса, Нік повинен вперше виконати святкові обов'язки свого батька. До Різдва залишається одинадцять днів, коли на Ніка та його обраницю Бет звалюються численні труднощі та організаційні проблеми.

## У ролях
| Актор                 | Роль                   |
| --------------------- | ---------------------- |
| Стів Гуттенберг       | Ніколас Клаус          |
| Крістал Бернард       | Елізабет «Бет» Сотелль |
| Домінік Скотт Кей     | Джейк Сотелль          |
| Армін Шімерман        | Ернест                 |
| Маріетт Гартлі        | Джоанна Гардкесл       |
| Паркер МакКенна Поузі | Поппі Фрост            |
| Джон Вілер            | Санта Клаус            |
| Марсія Енн Беррс      | місіс Клаус            |